# Sondre Norheim
Sondre Norheim, nato Sondre Auverson (Øverbø, 10 giugno 1825 – 9 marzo 1897), è stato uno sciatore alpino norvegese, pioniere dello sci moderno.
È conosciuto per essere l'inventore della tecnica Telemark.

## Biografia
Sondre Auverson nacque a Øverbø, e crebbe a Morgedal nel comune di Kviteseid nella contea di Telemark, in Norvegia. Sciare era un'attività molto popolare a Morgedal, ma Sondre rese lo sci alpino un'attività ricreativa. Introdusse infatti importanti innovazioni nella tecnologia dello sci, progettando nuove attrezzature, come ad esempio diversi attacchi e sci più corti con i lati curvi per facilitare le curve. Inoltre progettò il Telemark, che è il prototipo di tutti gli sci oggi prodotti.
Sondre Norheim era considerato dai suoi contemporanei come un maestro dell'arte dello sci. Egli combinò lo sci alpino con il salto e lo slalom. Nel 1868 vinse il primo concorso nazionale di sci a Christiania, battendo concorrenti più giovani di lui con ampio margine. La sua reputazione crebbe a tal punto che fece conoscere parole norvegesi come sci e slalåm (slalom) in tutto il mondo.